# La Providencia
La Providencia – miasto w Meksyku, w stanie Hidalgo.